# Filip Kuťák
Filip Kuťák (* 21. července 1996 Hradec Králové) je český lední hokejista hrající na pozici středního útočníka. Jeho bratři David a Martin hrají fotbal, přičemž David nastoupil k několika zápasům i ve druhé české lize.

## Život
S ledním hokejem začal ve čtyřech letech ve svém rodném městě. Když mu bylo čtrnáct, přešel do Pardubic. Během sezóny 2013/2014 přestoupil, stále ještě v mládežnických kategoriích, do Vítkovic. V ročníku 2015/2016 se objevil v mužském výběru, ovšem nikoliv ve Vítkovicích, nýbrž na hostování v Prostějově a v Benátkách nad Jizerou. Sezónu 2016/2017 kompletně strávil v mužském výběru HC Poruby. Následující ročník (2016/2017) pendloval na hostováních v Benátkách nad Jizerou a ve Frýdku-Místku a další sezónu pak strávil vedle Frýdku-Místku ještě v HC Orlová a mezi šumperskými Draky, stále však na hostováních. Před ročníkem 2019/2020 přestoupil do pražské Slavie, za níž nastupoval v Chance lize, tedy ve druhé nejvyšší soutěži v České republice. V sezóně 2022/2023 nastupuje za klub HC Stadion Litoměřice.
Patřil mezi členy reprezentačních výběrů své země. Na mistrovství světa hráčů do 18 let hrané v roce 2014 patřil do národního týmu, který na turnaji po finálové porážce s výběrem Spojených států amerických v poměru 2:5 vybojoval stříbrné medaile.
Vedle ledního hokeje se věnuje také hokeji na kolečkových bruslích, v němž patří do reprezentačních výběrů. V roce 2018 se stal na šampionátu organizace FIRS mistrem světa.